# Diadegma fenestrale
Diadegma fenestrale är en stekelart som först beskrevs av Holmgren 1860.  Diadegma fenestrale ingår i släktet Diadegma och familjen brokparasitsteklar. Arten är reproducerande i Sverige. Inga underarter finns listade i Catalogue of Life.